# Kreta
Kreta (gr. Κρήτη, od słowa krateia – silna, łac. Creta, tur. Kirid, wen. Candia) – grecka wyspa na Morzu Śródziemnym. Największa wyspa Grecji i piąta pod względem powierzchni wyspa śródziemnomorska. Linia brzegowa ma długość ok. 1040 km. Największym miastem oraz siedzibą władz jest Heraklion (Iraklion). Na Krecie odkryto jedne z najstarszych, mające 5,7 mln lat ślady przodków człowieka.
Krajobraz wyspy tworzą skaliste wybrzeża, przeplatające się z szerokimi, jasnymi plażami. Klimat ma cechy umiarkowane, jak i subtropikalne. Średnia roczna opadów wynosi 640 mm. Lato jest gorące i suche, w zimie jest chłodniej. W rejonach górskich opady są dużo wyższe niż w reszcie wyspy, szczyty często pokrywa śnieg (od listopada do maja). Roślinność jest skąpa, bujniej rozwija się w wilgotniejszych rejonach.
Kreta stanowi jeden z regionów administracyjnych Grecji, w ramach którego można wyróżnić 4 jednostki regionalne: Chania, Retimno, Heraklion i Lasiti. Transport samolotowy zapewniają dwa duże lotniska, port lotniczy Heraklion im. Nikosa Kazandakisa w Heraklionie i Daskalogiannis w Chanii. Największe miasta to: Heraklion (Iraklion), Chania, Retimno, Jerapetra, Ajos Nikolaos oraz Sitia.

## Warunki geologiczne

### Skały
Kreta zbudowana jest ze skał osadowych - głównie wapieni. Z tego powodu znajduje się tu wiele jaskiń, jak również wąwozy.

### Historia przemian geologicznych
Kreta powstała z wypiętrzających się podwodnych łańcuchów górskich. 15 milionów lat temu Kreta była częścią Europy kontynentalnej. Zachodnie fragmenty wyspy są przedłużeniem Gór Dynarskich. Kreta jest w ciągłym ruchu, obecnie przesuwa się na południe z prędkością ok. centymetra na ćwierć wieku i o tyle Afryka oddala się od Europy. Wyspa jest umiejscowiona na tzw. płycie egejskiej, która od początku swojego powstania napiera na płytę afrykańską. Tarcia powodują częste trzęsienia ziemi. Ruch lądu odbywa się również w pionie, zachodnia część wyspy unosi się, podczas gdy wschodnia zanurza się w głąb. Różnice te są liczone już w metrach i starożytne porty na zachodzie dziś leżą na skałach (np. port w Falasarnie), a porty na wschodzie na dnie morskim (np. Olus).

## Geografia fizyczna
Na Krecie wyróżnia się trzy najważniejsze pasma górskie:
1. Lefka Ori (Góry Białe) – położone w zachodniej części wyspy – najwyższy szczyt to Pachnes (2452 m n.p.m.). Nazwa pochodzi od skał, z których są zbudowane (wapienia)[5].
2. Góry Idajskie – położone w środkowej części wyspy – najwyższy szczyt to Psiloritis (2456 m n.p.m.)
3. Góry Thriptis – położone we wschodniej części wyspy – najwyższy szczyt ma wysokość 1476 m n.p.m.

## Historia Krety

Flaga z monogramem słów Związek Kreteńczyków Wolność Albo Śmierć, z okresu powstania 1866-1869

Pierwsze świadectwa osadnictwa na Krecie sięgają 6000–3100 p.n.e. – neolit. Domostwa były budowane najpierw z wypalanych cegieł, a po zmniejszeniu się ilości opadów, z wysuszonej gliny lub kamienia. Gospodarka opierała się na uprawie ziemi i hodowli zwierząt.
W okresie 3100-2100 p.n.e., nazywanym okresem przedpałacowym lub wczesnominojskim, pojawiają się ślady wytwarzania narzędzi z brązu i użycia koła garncarskiego. Niektóre budowle z tego okresu posiadają już dwie kondygnacje. W grobach znajdowana jest złota biżuteria. W latach 3000–1500 p.n.e. na wyspie rozwija się kultura minojska. Powstają pałace w Knossos, Fajstos i innych miejscowościach oraz rozwija się handel obejmujący wschodnią część Morza Śródziemnego po Sycylię i Wyspy Liparyjskie. Około roku 1450 p.n.e. Knossos zajmują Mykeńczycy. Wszystkie pałace zostają ostatecznie zniszczone pod koniec XIV w. p.n.e., prawdopodobnie przez Dorów, którzy w okresie klasycznym zamieszkiwali większość wyspy. W Iliadzie Kreta jest opisywana jako posiadająca 100 miast.
W epoce hellenistycznej przejściowo opanowali Kretę Ptolemeusze.
W 69 p.n.e. Rzymianie podbili Kretę i ustanowili Gortynę jej stolicą. Po podziale Cesarstwa Rzymskiego w 395 Kreta stała się częścią Cesarstwa Bizantyjskiego.
W latach 824–961 znajdowała się pod panowaniem arabskim.
Od 961 wróciła do Cesarstwa Bizantyjskiego.
W 1204 zdobyli ją Wenecjanie, którzy rządzili wyspą do podboju osmańskiego w 1669 roku. W 1770 doszło do powstania Greków i ogłoszenia niepodległości. W 1771 Turcy odzyskali kontrolę nad wyspą. W latach 1820–1844 wyspa należała do Egiptu. Turcy krwawo stłumili powstanie kreteńskie (1866–1869). Po kolejnym powstaniu z lat 1895–1897, Kreta stała się w 1898 autonomiczną republiką pod protektoratem Imperium Osmańskiego. 6 października 1908 Republika Krety ogłosiła niepodległość, nieuznaną międzynarodowo.
30 maja 1913 została włączona do Grecji. W roku 1941, w czasie II wojny światowej, wyspa była sceną zażartej bitwy pomiędzy niemieckimi strzelcami spadochronowymi a broniącymi jej oddziałami alianckimi. Pod koniec wojny Niemcy wycofali się z Krety.

## Główne miasta
- Heraklion (Ηράκλειο), 140 730 mieszkańców. Stolica Krety od czasów epoki bizantyjskiej do 1898 roku. Stała się nią ponownie w 1971.
- Chania (Χανιά), 53 910 mieszkańców. Stolica Krety w latach 1898–1971.
- Retimno (Ρέθυμνο), 32 468 mieszkańców.
- Jerapetra (Ιεράπετρα), 12 355 mieszkańców.
- Ajos Nikolaos (Άγιος Νικόλαος), 11 421 mieszkańców.
- Gazi (Γάζι), 19 221 mieszkańców.

## Atrakcje turystyczne
Największe atrakcje turystyczne to ruiny pałaców minojskich w Knossos, Fajstos, Malii i Kato Zakros, pozostałości archeologiczne w Gortynie, fortyfikacje wzniesione przez Wenecjan w Retimno i Spinalondze, wąwóz Samaria i inne mniejsze wąwozy (Agia Irini, Aradena, Imbros). Na Krecie znajdują się też ciekawe jaskinie, na czele z jaskinią Dikte.
Warte zwiedzenia jest również Cretaquarium – znajduje się tam wiele akwariów z rybami morskimi zamieszkującymi Morze Śródziemne.